# Ana-Matilde Martínez Iborra
Ana-Matilde Martínez Iborra (València, 15 de febrer de 1908 - Mèxic, 2000) fou una professora valenciana exiliada.

## Biografia
Va iniciar el batxiller a sa casa, amb un professor particular segons costum de l'època, i el va acabar a l'Institut Lluís Vives. Va cursar Filosofia i Lletres a la Universitat de València (1926-1931) i el doctorat a Madrid. Fou de les primeres joves de la Federació Universitària Escolar (FUE), igual que la seua germana Amalia. El seu germà Manuel, estudiant de medicina, va contribuir a fundar la Federació. El 1933 obtingué per oposició la plaça d'ensenyament mitjà i fou destinada a Irun. El començament de la guerra la va sorprendre a Madrid, fent oposicions restringides per a càtedres d'institut. Fou membre de la Federació Espanyola de Treballadors de l'Ensenyança (FETE) i va fer classes a l'Institut-Escola de València i a l'Institut Obrer de València (1936-1939), període en què se significà com a presidenta de la cèl·lula número 13 del Partit Comunista. També va formar part de la Junta Tècnica Assessora de Segon Ensenyament, un organisme dependent del Ministeri d'Instrucció Pública.
El 1936 es casà amb l'escriptor, poeta i professor Antonio del Toro Fabuel, que pertanyia a la UEAP (Unió d'Escriptors i Artistes Proletaris) i escrivia a la revista Nueva Cultura, amb Josep Renau i altres. El tall de Vinaròs la va sorprendre a Barcelona mentre visitava el marit, adscrit a la Direcció general de Belles Arts amb Renau. Al final de la guerra s'exiliaren a França i Antonio del Toro fou internat en els camps de Sant Cebrià de Rosselló i després el Barcarès. En la segona quinzena de 1940 pogueren reunir-se a Bordeus i partiren en el vaixell La Salle cap a Santo Domingo.
Començà l'exili fent classe en un institut idealista, Juan Pablo Duarte, fundat amb altres companys d'exili; i treballà en l'organització de la Biblioteca Nacional. Col·laborà en la revista Ozama i en l'emissió radiofònica diària Hora del mundo. La dictadura de Trujillo, malgrat haver-los acceptat, els feia sentir gran manca de llibertat i els va obligar a eixir cap a Mèxic, ajudats pel doctor Puche, director del Servei d'Evacuació dels Republicans Espanyols (SERE) i exrector de la Universitat de València. Allà, protegits pel mateix, iniciaren el seu «desterrament amarg i definitiu». De nou tornà a l'ensenyança a l'Institut Luís Vives de Mèxic, fins a la jubilació. Poc abans, l'any 1977, se li restituí el seu lloc en l'escalafó i tornà a ser breument, durant un curs, catedràtica de l'institut de Gandia, després del qual tornà a Mèxic amb la seva família.
Amb Mercedes Maestre, metgessa, i Guillermina Medrano, professora, són les tres valencianes que honraren els seus ideals socials i polítics amb el seu treball, intel·ligència, honestedat i valor.